# Kuzbass

Regiunea Kemerovo (Kuzbass) pe harta subiecților Federației Ruse

Bazinul carbonifer Kuznețk (în rusă Кузнецкий угольный бассейн) sau abreviat Kuzbass (în rusă Кузбасс) este unul dintre cele mai mari zăcăminte de cărbune din lume, situat în sudul Siberia de Vest, în principal în teritoriile regiunii Kemerovo (parțial pe teritoriul regiunii Novosibirsk și Ținutului Altai), într-o depresiune puțin adâncă, între lanțurile montane Kuznețk Alatau.

## Istoric
În jurnalul lui Daniel Gottlieb Messerschmidt există o însemnare de pe 28 aprilie 1721 despre descoperirea cărbunelui „între Komarov și satul Krasnaia”. El a descoperit în august 1721 „muntele care respira foc” . Abia pe 11 septembrie 1721, Mihailo Volkov a raportat existența unui „un munte roșu ars” . Examinarea ulterioară a probelor selectate a arătat prezența cărbunelui bituminos. Prin urmare, D G Messerschmidt, locotenentul Eenberg și probabil von Strahlenberg, sunt primii care au dat indicații scrise despre primul depozit documentat de cărbune Kuzbass „între Komarova și satul Krasnaia”, adică pe Krasnîe Gora. Mostrele au fost ulterior primite și prezentat de M. Volkov. Istoricul I. V. Kovtun consideră că Messerschmidt, care a descris un „munte care respira foc” lângă Kuznețk este descoperitorul de necontestat al cărbunelui din Kuzbass.
În 1842, geologul Piotr Cihaciov a estimat rezervele de cărbune din Depresiunea Kuznețk și a introdus termenul „Bazinul de cărbune Kuznețk”.
Începând cu deceniul al treilea al secolului trecut, Kuzbass a devenit una dintre cele mai importante baze energetice al Uniunii Sovietice. Vorbind la al XVII-lea Congresul al PC al URSS din 27 ianuarie 1934, șeful Comitetului Regional Siberiei de Vest, Robert Eihe, a raportat că, din 1930 până în 1933, volumul cărbunelui extras din bazin s-a triplat, iar extracția mecanizată a crescut de la 22% la 53%, ceea ce depășea nivelul de mecanizare al industriei cărbunelui din Anglia. Eihe a declarat: „Capitaliștii construiesc Donbassul de o sută cincizeci de ani - Partidul Bolșevic a transormat în patru ani micul Kuzbass artizanal într-un Kuzbass socialist mecanizat, puternic. Acum oferim producție zilnică, egală cu jumătate din producția zilnică a Donbassului dinainte de război ... De fapt, inversarea acumulării de de capital, care se desfășoară în Kuzbass, oferă aproximativ 25 de milioane de tone de producție, ceea ce a dat Donbass înainte de război în cele mai bune vremuri ". 
El a menționat de asemenea că, datorită calității cărbunilor din Kuzbass, care este cea mai bună din Uniunea Sovietică, este posibilă nu doar furnizarea combustibilului solid, ci și inițierea pe baza acestuia a producției de combustibil lichid extras din sapropelitul extras aici, asigurându-se combustibilul pentru tractoarele din Siberia de Vest și de Est, Orientul Îndepărtat și Kazahstan și să nu o transporte prin toată țara din Baku și Groznîi.
Eihe a mai subliniat că regiunea Kuzbass a început să se transforme într-un centru major al industriei chimice, al producției de îngrășăminte chimice și produse de combatere a dăunătorilor pentru agricultură. Eihe a mai afirmat că Fabrica de cocs Kemerovo era una dintre cele mai importante din Uniune, care ar trebui să fie ajutată cu personal calificat din regiuni ale țării cu industrie chimică dezvoltată.
Din 1948 până în 1988, 108 mineri au fost răsplătiți cu distincția Erou al Muncii Socialiste.
Kuzbass este una dintre cele mai importante regiuni economice al Rusiei. Rolul principal îi revine complexului industrial de extracție și prelucrare a cărbunelui, minereurilor de fier și a diferitelor materii prime nemetalice pentru industria metalurgică și a construcțiilor. În bazinul carbonifer funcționează 120 de întreprinderi din industria cărbunelui, inclusiv 58 mine și 36 de exploatări de suprafață.. În afară de întreprinderile din industria extractivă a cărbunelui, în Kuzbass s-au dezvoltat și întreprinderi ale industriei metalurgice, de feroaliaje și aluminiu (Novokuznețk), chimice (Kemerovo) sau construtoare de mașini (Anjero-Sudjensk).
Kuzbass asigură aproape 60% din producția de cărbune a Rusiei, aproximativ 80% din nevoia de cocs și până la 100% pentru anumite clase de cocs de înaltă calitate. În afară de acestea, Kuzbassul mai asigură peste 13% din producția de fontă și oțel, 23% din producția de laminate din oțel, peste 11% din producția aluminiu și aproximativ 19% din cea de cocs, 55% din producția de ferosilicați, mai mult de 10% din cantitate fibre și fire chimice și 14% din producția de țesături din mătase. În Kuzbass se produc 100% din benzile transportoare pentru exploatările miniere.

## Exploatarea cărbunelui

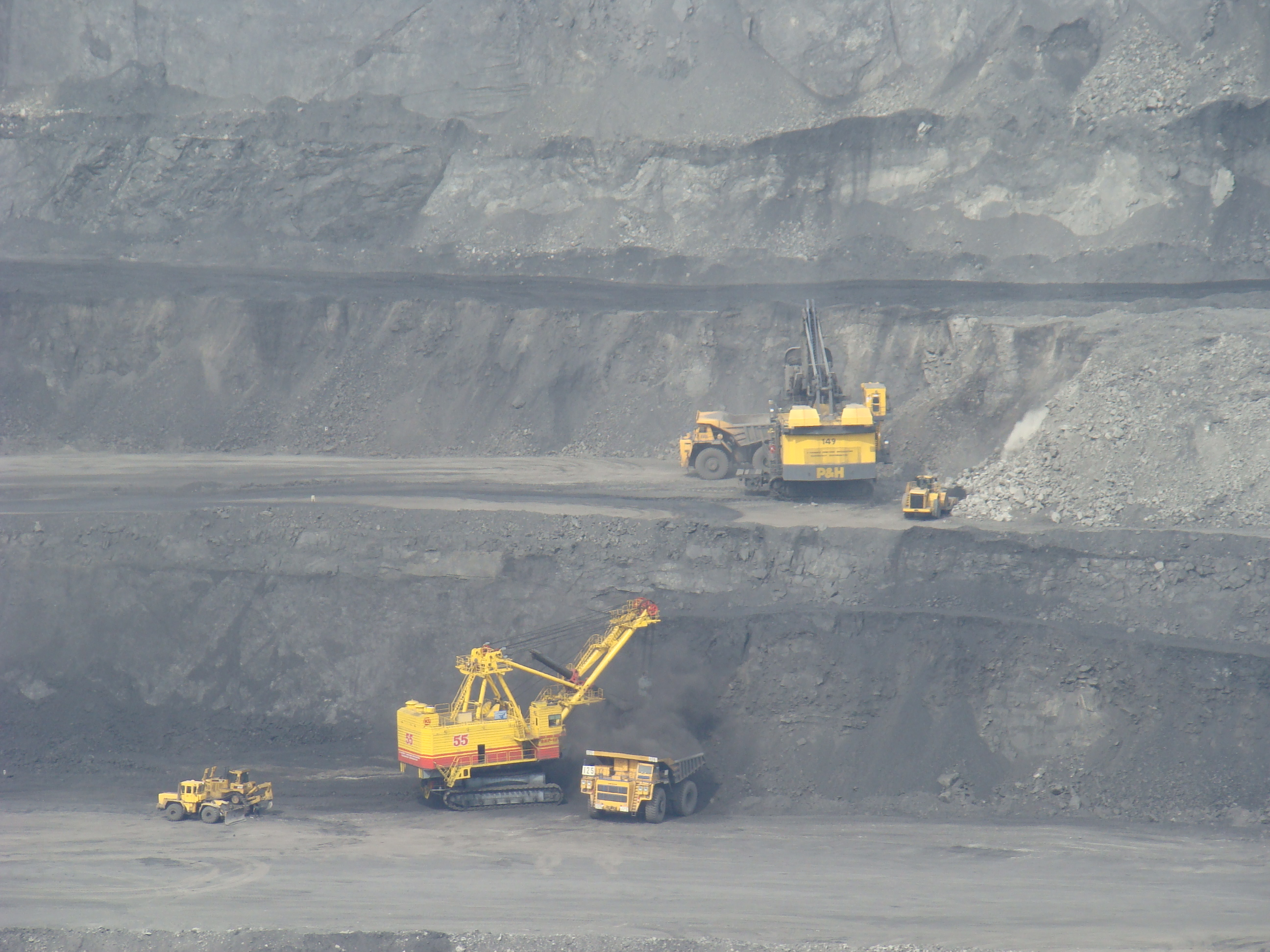
Exploatarea cărbunelui în carieră

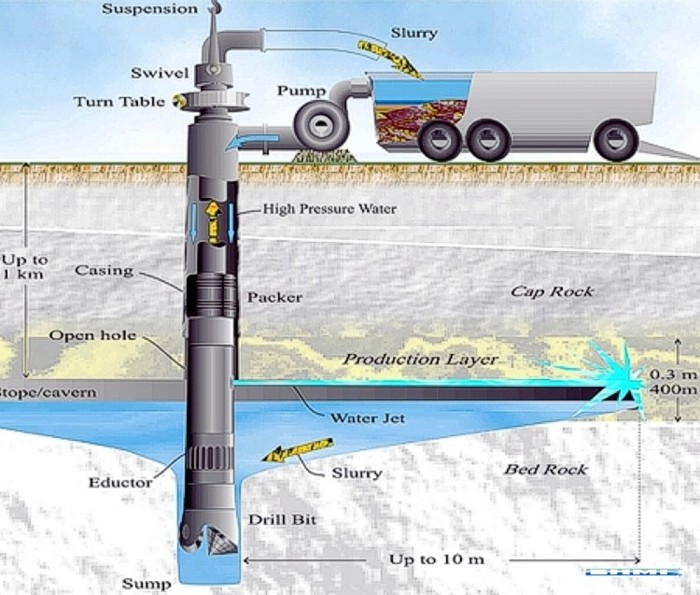
Exploatarea hidraulică a cărbunelui

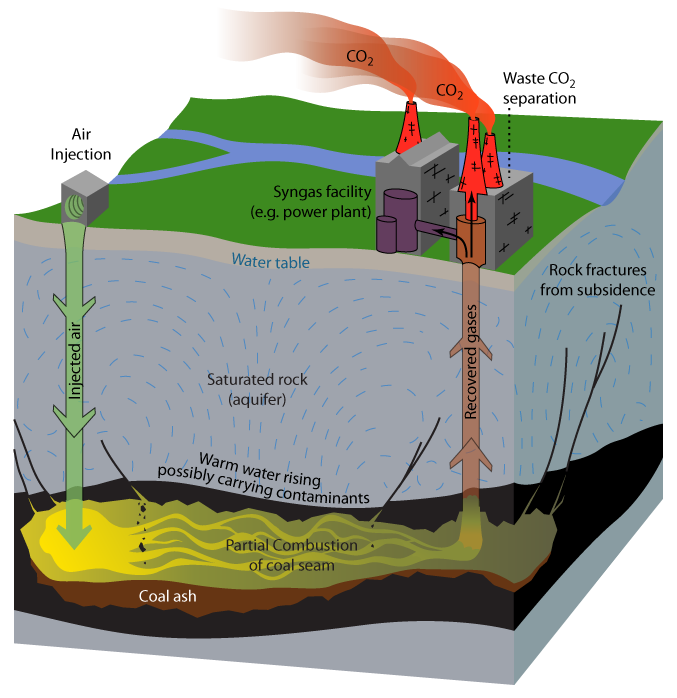
Exploatarea prin gazeificarea subterană a cărbunelui

Exploatarea cărbunelui se realizează atât subteran, cât și prin metode mai noi – exploatări de suprafață, exploatarea hidraulică și prin gazeificare subterană. Ponderea exploatării cărbunelui în carieră este de aproximativ 30%, iar a celei hidraulice de 5%. Bazinul de cărbune Kuznețk ocupă locul al doilea în Rusia în ceea ce privește aceste două tipuri de exploatare în Rusia. Există 3 mine pentru exploatarea hidraulică. O stație pentru gazeificarea subterană a cărbunelui funcționează în regiunea carboniferă Prokopievsk – Kiseliovsk.
În Kuzbass funcționează 25 de fabrici pentru procesarea cărbunelui. În mine există 180 de instalații mecanizate, 365 de combine pentru încărcare și curățare, 200 de combine de excavare, 446 de mașini de încărcare, aproximativ 12.000 benzi transportoare, 1.731 de locomotive electrice și alte mașini și instalații. Toate procesele principale de producție pentru extragerea cărbunelui și transportul acestuia în mine sunt mecanizate. Aici funcționează 448 de excavatoare, peste 80 de locomotive electrice, cam 900 de basculate, 300 de buldozere, sute de macarale, instalații de foraj și vehicule grele. Minele moderne de cărbune din bazinul carbonifer Kuznețk sunt întreprinderi mari mecanizate (de exemplu, mina „V.I. Lenin” din Mejdurecensk și administrația minelor „Iubilenoe (Jubileu)” din Novokuznețk).
Aceste mine produc zilnic peste 10.000 de tone de cărbune. Există planuri pentru creșterea în viitor a producției de cărbune în bazinul Kuznețk. În perioada 1971-1975 a fost deschis și dat în exploatare marele zăcământ de cărbune Erunakovskoe, au fost construite mine mari – Raspadskai (cea mai mare mină din Rusia), Biriulinskaia nr. 2 și cariera de cărbne Novokolbinski.
Producției de cărbune :
- 1860 — 2 mii tone
- 1870 — 5 mii tone
- 1880 — 8 mii tone
- 1885 — 13 mii tone
- 1890 — 20 mii tone
- 1895 — 23 mii tone
- 1900 — 80 mii tone
- 1905— 400 mii tone
- 1913 — 733,1 mii tone
- 1915 — 1.130,3 mii tone
- 1917 — 1.256,4 mii tone
- 1919 — 823 mii tone
- 1921 — 721 mii tone
- 1925 — 977 mii tone
- 1926 — 1.715,5 mii tone
- 1927 — 2.326 mii tone
- 1928 — 2.387 mii tone
- 1929 — 2.874 mii tone
- 1930 — 3.492,1 mii tone
- 1940 — 21.402,2 mii tone
- 1945 — 28.798 mii tone
- 1950 — 36.814,2 mii tone
- 1955 — 56.537,8 mii tone
- 1958 — 72,608 milioane tone
- 1965 — 96,3 milioane tone
- 1969 — 109,5 milioane tone[8]
- 1970 — 121 milioane tone[9]
- 1975 — 137.600 mii tone[10]
- 1980 — 144,9 milioane tone[10]
- 1985 — 146 milioane tone[10]
- 1988 — 159,4 milioane tone[11][12]
- 1990 — 150 milioane tone[12]
- 1991 — 124 milioane tone[13]
- 1992 — 120 milioane tone[13]
- 1993 — 106 milioane tone[13]
- 1994 — 99 milioane tone[13]
- 1995 — 99,3 milioane tone[13]
- 1996 — 95 milioane tone[13]
- 1997 — 93,9 milioane tone[13]
- 1998 — 97,6 milioane tone[13][14]
- 1999 — 108,8 milioane tone[13]
- 2000 — 114,9 milioane tone[13]
- 2001 — 127,7 milioane tone[13][15]
- 2002 — 131,7 milioane tone[13][15]
- 2003 — 132 milioane tone
- 2004 — 159 milioane tone
- 2005 — 167,2 milioane tone[16]
- 2006 — 174 milioane tone
- 2007 — 181 milioane tone[17]
- 2008 — 184,5 milioane tone[18]
- 2009 — 181,3 milioane tone[19]
- 2010 — 185,5 milioane tone[20]
- 2011 — 192 milioane tone[21]
- 2012 — 201,5 milioane tone[14]
- 2013 — 203 milioane tone[22]
- 2014 — 211 milioane tone[23]
- 2015 — 215,8 milioane tone[24]
- 2016 — 227,4 milioane tone[25]
- 2017 — 241,5 milioane tone[26]
- 2018 — 255,3 milioane tone[27]

- 2019 — 250,1 milioane tone[28]

Principala problemă a Kuzbassului este cea legată de transporturi – bazinul carbonifer este departe de principalele regiuni consumatoare de cărbune. 

#### Prelucrarea cărbunelui
- 2018 — 182 milioane tone [29]
- 2019 — 199,1 milioane tone[28]

## Caracteristicile zonei bazinului
Bazinul se caracterizează printr-un climat continental accentuat (sau climat subarctic), cu fluctuații frecvente și accentuate ale temperaturii și precipitațiilor și o radiație solară intensă. Rețeaua hidrografică aparține bazinului fluvialui Obi. De la sud la nord, bazinul cărbunelui este străbătut de râul Tom, care servește ca sursă principală de apă de băut și cea mai importantă sursă de apă tehnologică pentru întreprinderile miniere.
Teritoriul Kuzbassului modern este caracterizat de transformări antropice aproape omniprezente ale peisajelor naturale și ale subsolului - de la modificări relativ mici cauzate în principal de activitățile forestiere din partea de est, până la transformarea aproape completă în timpul exploatării cărbunelui și a urbanizării în partea de vest a bazinului. 
Straturile purtătoare de cărbune din bazinul de cărbune Kuznețk conțin aproximativ 350 straturi de cărbune de diferite grosimi, distribuite neuniform în secțiune. În general, grosimea straturilor de cărbune este între 1,3 – 4 m. Există și straturi de cărbune de 9 – 15 m, chiar de 20 m, și în mod excepțional de 30 m
Minele au o adâncime maximă de 900 m, cu o adâncime medie de 300 m. Grosimea medie a straturilor de cărbune este de 2,1 m, dar aproximativ 25% din producția minelor de cărbuni provine din formațiuni de peste 6,5 m grosime.

## Caracteristicile cărbunelui
În ceea ce privește compoziția petrografică, cărbunii din seria „balahonsk” și „kolciughin” sunt în huilă (cu un conținut de vitrinit de 30-60% și, respectiv, 60-90%). În seria „tarbagan” există cărbuni care sunt de tranziție de la lignit la huilă. Cărbunii au o calitate variată și sunt în principal de calitate superioară. La orizonturi adânci, cărbunii conțin: cenușă 4-16%, umiditate 5-15%, fosfor până la 0,12%, substanțe volatile 4-42%, sulf 0,4-0,6%. Cărbunii au o putere calorifică de 7.000 – 8.600 kcal/kg (29,1-36,01 MJ /kg). Cărbunii localizați în apropierea suprafeței se caracterizează printr-un conținut mai mare de umiditate, cenușă și un conținut mai mic de sulf. Metamorfismul cărbunelui scade de la orizonturile stratigrafice inferioare la cele superioare. Cărbunii sunt folosiți pentru obținerea cocsului, în industria chimică și pe post de combustibil în termocentrale.
În cărbunii din Kuzbass există toate cele 15 clase de huilă și antracit (zăcământul Gorlovsk) prevăzute de standardul rus GOST 25543-88.

## Rezervele de cărbune
Aproape jumătate din rezerve sunt concentrate în regiunile geologice și economice Leninski și Erunakovski (18 miliarde de tone fiecare), Tom-Usinski și Prokopievsko-Kiselevski (7 miliarde de tone fiecare), Kondomski și Mrasski (4 miliarde de tone fiecare), Kemerovo și Baidaevski (3,3 miliarde de tone fiecare) și alte zone. În prezent, industria a exploatat aproximativ 16% din rezerve.
Cărbunele conține și anumite cantități de aluminiu, fier, staniu și ytriu.

## Cererea
Industria cocsului folosește între 43 – 45% din producția de cărbune din Kuzbass.
Cea mai mare parte a cărbunelui din Kuznețk este consumată în Siberia de Vest , regiunea Ural, precum și în Rusia europeană. Până în 2018, ponderea cărbunelui trimis pentru export în străinătate ajungea la 57%. Principalii importatori de cărbunedin Kuzbass sunt Coreea de Sud și Japonia..

## Perspective de dezvoltare
Printre problemele pe care Kuzbassul trebuie să le depășească se numără distanța mare față de principalele regiuni consumatoare de cărbune – Extremul Orient. Cărbunele este greu de transportat din cauza rețelei feroviare slab dezvoltate din estul Rusiei. Costurile mari de transport reduc competitivitatea cărbunelui din Kuznețk, ceea ce duce la o scădere a perspectivelor de dezvoltare ulterioară a bazinului carbonifer.

### Probleme
Regiunea geologico-ecologică Kuznețk se caracterizează printr-un grad înalt al dezvoltării economice, o rețea bine dezvoltată de transport și distribuire a energiei și dezvoltarea tuturor tipurilor de sisteme tehnologice. Baza dezvoltării este un sistem de aglomerări industrial-urbane, ale căror nuclee sunt orașe mari și mijlocii, unde sunt concentrate populația, întreprinderile industriale, instalațiile energetice și cele mai mari întreprinderi miniere. Într-o parte a teritoriului, se dezvoltă producția agricolă, ale cărei centre sunt numeroase așezări rurale, relativ uniform distribuite în zona regiunii de stepă și forestieră.
În zonele cu impact antropogen ridicat, limitate la aglomerările industrial-urbane și zonele cu impact anomal al acestora, au fost create condițiile pentru o criză datorată condițiilor ecologice catastrofale. Problemele ecologice apar în special în zona orașelor Novokuznețk, Mejdurecensk, Kaltan, Osinniki, Prokopievsk, Kiseliovsk – o fâșie care se întinde de la Kiseliovsk până la Promîșlennaia, acoperind orașele Belovo și Leninsk-Kuznețki – și în regiunea aglomerării industriale și rezidențiale Kemerovo – Berezovskaia. Situația de aici este determinată de transformările de o natură complexă ale mediului geologic, transformări datorate acțiunii oamenilor: modificarea peisajului industrial-rezidențiale și miner s-a făcut cu încălcarea tuturor componentelor natural-geologice – masivele de roci au fost distruse, regimul apelor subterane a fost modificat, iar teritoriul a suferit poluări chimice.
Într-un raport al CIA se apreciază că regiunea are „probleme de mediu”, care „cauzează o creștere a deceselor și defectelor genetice în rândul noilor născuți”. Un studiu al British Geological Survey a subliniat că „Emisiile anuale de metan în atmosferă de la minele de cărbune din Kuzbass se ridică la 1-2 miliarde de metri cubi", o mare parte din acestea provenind din minele abandonate .

## Accidente industriale
Pe teritoriul Kuzbassului au loc deseori accidente în mine și în cariere. În orașele Novokuznețk, Kemerovo, Leninsk-Kuznețki, Prokopievsk și Kiseliovsk există unități paramilitare de salvare a minelor .